# أريك الميرولا
أريك مايكل الميرولا (بالإنجليزية: Aric Almirola) (من مواليد 14 مارس 1984) سائق سباق سيارات محترف أمريكي يتنافس في سلسلة مونستر إنرجي ناسكار ، حيث يقود سيارة فورد موستانج رقم 10 لسباق ستيوارت-هاس. تخرج من مدرسة هيلزبورو الثانوية في تامبا،  التحق ألميرولا بجامعة سنترال فلوريدا للعمل على شهادة في الهندسة الميكانيكية قبل مغادرته لممارسة مهنة في السباقات. لقبه هو الصواريخ الكوبية بسبب تراثه الكوبي.

## روابط خارجية
- الموقع الرسمي
- أريك الميرولا على موقع Racing-Reference.info (الإنجليزية)
- أريك الميرولا على موقع DriverDB.com (الإنجليزية)
- أريك الميرولا إحصائيات السائق من موقع Racing-Reference